# Cerkev sv. Ignacija Lojolskega, Rim
Cerkev svetega Ignacija Lojolskega na Marsovem polju (italijansko Chiesa di Sant'Ignazio di Loyola in Campo Marziju, latinsko Ecclesia Sancti Ignatii a Loyola in Campo Martio) je rimskokatoliška naslovna cerkev, v rangu diakona, posvečena Ignaciju Lojolskemu, ustanovitelji Družbe Jezusove, ki stoji v Rimu v Italiji. Cerkev, zgrajena v baročnem slogu med letoma 1626 in 1650, je prvotno delovala kot kapela sosednjega rimskega kolegija, ki se je leta 1584 preselil v novo večjo stavbo in se preimenoval v Papeško univerzo Gregoriana.

## Zgodovina
Collegio Romano so leta 1551 odprli zelo ponižno, z napisom na vratih, ki povzema njegov preprost namen: »Šola slovnice, človečnosti in krščanskega nauka. Brezplačno«. Collegio Romano, ki so ga v prvih letih mučili finančni problemi, je imel različna začasna središča. Leta 1560 je Vittoria della Tolfa  markiza della Valle darovala svojo družinsko isolo, celoten mestni blok in obstoječe stavbe, Družbi Jezusovi v spomin na svojega pokojnega moža markiza della Guardia Camillo Orsinija, ki je ustanovil Collegio Romano. Pred tem ga je nameravala podariti klarisam za ustanovitev samostana. Redovnice so že začele graditi tisto, kar naj bi postalo cerkev Santa Maria della Nunziata , postavljeno na mestu, kjer je stal Izidin tempelj.
Čeprav so jezuiti dobili markizino posest, od nje niso dobili denarja za dokončanje cerkve. Zaradi proračunskih omejitev so morali najeti svojega arhitekta. Gradnjo cerkve je prevzel jezuitski arhitekt Giovanni Tristano. Cerkev Oznanjenja je bila v celoti zgrajena z jezuitskim delom, leta 1567 pa je bila prvič uporabljena za bogoslužje. Triladijsko cerkev, posvečeno Najsvetejšemu oznanjenju (italijansko Santissima Annunziata), je Collegio Romano med letoma 1562 in 1567 zgradil na temeljih že obstoječe zgradbe. Ker je bila prejšnja cerkev leta 1555 že zgrajena do višine pritličja, jezuiti niso mogli razširiti strukture, da bi sprejela vse večje število študentov, ki so obiskovali Collegio Romano. Fasada je bila zelo podobna fasadi sodobne cerkve Sant'Andrea al Quirinale, ki jo je zasnoval tudi Giovanni Tristano. Na fasadi je v skladu z željami markize ponosno razstavljen grb Orsinijev. Cerkev Oznanjenja je bila razširjena leta 1580, ko je papež Gregor XIII. razširil Collegio Romano, zlasti stranske kapele.
Stara cerkev je postala nezadostna za več kot 2000 študentov mnogih narodov, ki so v začetku 17. stoletja obiskovali fakulteto. Papež Gregor XV., ki je bil stari učenec Collegio Romano, je bil močno navezan na cerkev. Po kanonizaciji Ignacija Lojolskega leta 1622 je svojemu nečaku, kardinalu Ludovicu Ludovisiju, predlagal, naj se na samem kolegiju postavi nova cerkev, posvečena ustanovitelju jezuitov. Mladi kardinal je idejo sprejel, več arhitektov je zaprosil za pripravo načrtov, med njimi Carla Maderna. Ludovisi je končno izbral načrte, ki jih je pripravil jezuitski matematik Orazio Grassi, profesor na samem Collegio Romanu.
Temeljni kamen je bil položen šele 2. avgusta 1626, štiri leta kasneje, zamudo, ki je nastala zaradi dejstva, da je bilo treba del zgradb, ki so pripadale rimskemu kolegiju, razstaviti. Stara cerkev je bila na koncu porušena leta 1650, da bi naredila prostor za ogromno cerkev sv. Ignacija Lojolskega, ki so jo začeli graditi leta 1626 in dokončali šele konec stoletja. V nasprotju s Cerkvijo Oznanjenja, ki je zasedla le majhen del Collegio Romano, je cerkev svetega Ignacija Lojolskega, ko je bila dokončana, zavzela četrtino celotnega bloka.
Cerkev je bila odprta za javno čaščenje šele leta 1650, ob jubileju. Končno slovesno posvetitev cerkve je praznoval šele leta 1722 kardinal Antonfelice Zondadari. Vhod v cerkev je zdaj obrnjen proti rokokojskemu trgu San Ignazio, ki ga je načrtoval arhitekt Filippo Raguzzini.

## Notranjost
Cerkev ima tloris latinskega križa s številnimi stranskimi kapelami. Stavbo je navdihnila jezuitska matična cerkev, cerkev Il Gesù v Rimu (končana v poznem 16. stoletju). Impozantni red korintskih pilastrov, ki obkrožajo celotno notranjost, gledališki poudarek na velikem oltarju na zadnji strani široke vzhodne apside, barvni marmorji, animirani štukaturni figuralni relief, bogato okrašeni oltarji, obsežna pozlata in drzna trompe l'oeil poslikava kupole nad križiščem in stropu ladje kažejo prazničen, razkošen učinek. Sredstva za izgradnjo kupole so bila pomanjkljiva, zato je bil najet slikar, ki je naslikal iluzijo kupole. Cerkev najučinkoviteje uprizarja zmago svojega zavetnika.
Na zahodni steni ladje je kiparska skupina, ki prikazuje Veličastnost in Vero (1650) Alessandra Algardija. Algardi je pomagal tudi pri oblikovanju visokih reliefov v štukaturi, ki so na obeh stranskih stenah ladje tik nad vhodi v kapele in pod veličastnim ogredjem ladje.
Druga umetniška dela v cerkvi so ogromen štukaturni kip sv. Ignacija, Camila Rusconija (1728). V kapeli je steklena krsta s portretom kardinala Bellarmina (umrl 1621).

### Freske Andrea Pozza
Andrea Pozzo, brat jezuit laik, je naslikal veličastno fresko, ki se razteza čez strop ladje (po letu 1685). Prikazuje delo svetega Ignacija in Družbe Jezusove v svetu, ki predstavlja svetnika, ki sta ga v raj sprejela Kristus in Devica Marija, obdan z alegoričnimi upodobitvami vseh štirih celin. Pozzo se je trudil iluzionistično odpreti, celo raztopiti dejansko površino oboda v ladji, pri čemer je postavil perspektivno projekcijo, da bi opazovalec videl ogromno in visoko kupolo (iluzionistično naslikana), odprto svetlemu nebu in napolnjeno s plavajočimi figurami navzgor. Marmorni disk, ki je postavljen na sredino ladje, označuje idealno mesto, s katerega bi opazovalci lahko popolnoma doživeli iluzijo. Druga oznaka v tleh ladje bolj vzhodno predstavlja idealno razgledno točko za poslikavo trompe l'oeil na platnu, ki pokriva prehod in prikazuje visoko, rebrasto in kasetirano kupolo. Kupola, ki jo pričakujemo, da bo tukaj videti, ni bila nikoli zgrajena in na njenem mestu je leta 1685 Andrea Pozzo izdelal sliko na platnu s perspektivno projekcijo kupole. Slika je bila uničena leta 1891, kasneje pa so jo zamenjali. Pozzo je na križišču freskiral tudi obeležje s figurami iz Stare zaveze: Judita, David, Samson in Jaele.
Pozzo je naslikal tudi freske v vzhodni apsidi, ki prikazujejo življenje in apoteozo svetega Ignacija. Obleganje Pamplone na visoki plošči na levi spominja na Ignacijevo rano, ki je privedla do okrevanja, ki mu je spremenilo življenje. Plošča nad visokim oltarjem, Vizija svetega Ignacija pri kapeli La Storta, spominja na vizijo, ki je svetniku dala njegov božanski klic. Sv. Ignacij pošilja svetega Frančiška Ksaverija v Indijo, se spominja agresivnega jezuitskega misijonarskega dela v tujih državah, nazadnje pa se Sv. Ignacij sprejme Francesca Borgia, spominja novačenja španskega plemiča, ki bi postal general čete jezuitov. Pozzo je odgovoren tudi za fresko, ki prikazuje Sv. Ignacija, ki zdravi kužne.

### Kapele
Prva kapela na desni strani ima oltarno podobo iz 18. stoletja, ki prikazuje Svetnika Stanislava Kostko in Janeza Frančiška Regisa, ki častita Devico in otroka. Druga kapela ima oltarno podobo s prikazom Sv. Jožefa in Devico in luneto (desna stena), ki prikazuje Zadnje obhajilo sv. Luigija Gonzage, oba Francesca Trevisanija (1656–1746); kupolo je naslikal Luigi Garzi. Tretja kapela ima oltarno podobo Predstavitev Marije v templju iz 18. stoletja Stefana Pozzija.
Kapela v desnem transeptu, posvečena sv. Alojziju Gonzagi, ima velik marmorni relief, ki prikazuje Sv. Alojzija Gonzago v slavi [11] (1697–99) francoskega kiparja Pierra Le Grosa. Andrea Pozzo je naslikal strop, ki prikazuje slavo svetnika. V stranskem oltarju poleg Gonzage je pokopan kardinal sv. Robert Bellarmine.
Kapela v levem transeptu hrani relikvije svetega Janeza Berchmana.
Kapela tik desno od cerkvenega prezbiterija (na jugovzhodnem vogalu) hrani nagrobne spomenike papeža Gregorja XV. in njegovega nečaka, kardinala Ludovisija, ustanovitelja cerkve. Pierre Le Gros je spomenik oblikoval in večino sam izvedel c. 1709–14 z izjemo dveh letečih personifikacij Fam, ki sta jih naslikala Pierre-Étienne Monnot.
Kapela v levem transeptu ima marmorno oltarno sliko Oznanjenje Filippa Della Valle z alegoričnimi figurami in angeli (1649) Pietra Braccija ter strop s freskami z Vnebovzetjem Pozza. Druga in prva kapela na levi strani ima slike jezuita Pierra de Lattra, ki je prav tako slikal zakristijo. [12]

## Galerija
- Apsida
- Notranjost
- Pogled v kupolo
- Medaljon Ludovica Ludovisija, Le Gros
- Slava sv. Aloysiusa Gonzage (1697–99), Le Gros
- Oznanjenje (1750), Della Valle